# Madhubani (Népal)
Madhubani (en népalais : मधुबनी) est un comité de développement villageois du Népal situé dans le district de Sarlahi. Au recensement de 2011, il comptait 4 258 habitants.